# 梁园镇
梁园镇，是中华人民共和国安徽省合肥市肥东县下辖的一个行政建制镇。

## 行政区划
梁园镇下辖以下地区：
梁园社区、梅桥社区、新合村、刘巷村、永丰村、镇东村、柯岗村、邓岗村、黄祠村、张圩村、联盟村、付店村、护城村、东武村、西童村、鲁岗村、老庄村、双早村、管湾村、路口村、新向阳村、民主村、蒋岗村、南管村、俞庙村、新河村和漕河村。